# Daguir Imawow
Daguir Imawow, także jako Dagir Imawow (ros. Дагир Имавов, ur. 4 listopada 1991 w Chasawiurcie) – francuski zawodnik MMA pochodzenia rosyjskiego. Mistrz Fighting Marcou Challenge wagi lekkiej (2013) oraz mistrz Centurion FC (2017) w wadze piórkowej. Były zawodnik polskiej organizacji FEN. Starszy brat Nassourdine’a Imawowa, zawodnika UFC.

## Lista zawodowych walk w MMA
| Wynik     | Bilans | Przeciwnik (bilans przed walką)      | Rozstrzygnięcie                 | Runda | Czas | Rozgrywki                              | Data       | Miejsce           | Uwagi                                                             |
| --------- | ------ | ------------------------------------ | ------------------------------- | ----- | ---- | -------------------------------------- | ---------- | ----------------- | ----------------------------------------------------------------- |
| Remis     | 15-3-2 | Axel Sola (7-0)                      | Remis (większościowy)           | 5     | 5:00 | Ares FC 22: Sola vs. Imavov            | 14.06.2024 | Paryż             | Pojedynek o pas mistrzowski Ares FC w wadze lekkiej, Main Event   |
| Wygrana   | 15-3-1 | Geraldo de Freitas (14-6)            | TKO (ciosy pięściami)           | 1     | 2:33 | Ares FC 16                             | 23.06.2023 | Paryż             |                                                                   |
| Wygrana   | 14-3-1 | David-Tonatiuh Crol (8-6)            | Decyzja (jednogłośna)           | 3     | 5:00 | Ares FC 2                              | 11.12.2021 | Paryż             |                                                                   |
| Wygrana   | 13-3-1 | Aleksander Dobrodiy (3-2)            | Poddanie                        | 1     |      | French Fighting Championship 1         | 25.09.2021 | Miramas           | Co-Main Event                                                     |
| Przegrana | 12-3-1 | Mateusz Rębecki (8-1)                | TKO (przerwanie przez narożnik) | 1     | 5:00 | FEN 23: Rebecki vs. Imavov             | 12.01.2019 | Lubin             | Pojedynek o pas mistrzowski FEN w wadze lekkiej, Main Event       |
| Wygrana   | 12-2-1 | Rafael Macedo (8-3)                  | Decyzja (jednogłośna)           | 3     | 5:00 | Centurion Fight Championship 2         | 04.11.2017 | Paola             | Zdobył pas mistrzowski Centurion FC w wadze piórkowej, Main Event |
| Wygrana   | 11-2-1 | Kamil Łebkowski (16-5)               | Decyzja (jednogłośna)           | 3     | 5:00 | FEN 18: Summer Edition                 | 12.08.2017 | Koszalin          |                                                                   |
| Wygrana   | 10-2-1 | Bartłomiej Kopera (8-2)              | TKO (ciosy pięściami)           | 2     | 4:00 | FEN 16: Warsaw Reloaded                | 11.03.2017 | Warszawa          | Debiut w FEN                                                      |
| Przegrana | 9-2-1  | Ott Tonissaar (10-2)                 | Decyzja (jednogłośna)           | 3     | 5:00 | NFC Fight Night 1                      | 28.05.2016 | Helsinki          |                                                                   |
| Wygrana   | 9-1-1  | Juha-Pekka Vainikainen (22-9-1)      | TKO (ciosy pięściami)           | 1     | 4:14 | Cage 28                                | 28.11.2014 | Helsinki          |                                                                   |
| Wygrana   | 8-1-1  | Jani Ridasmaa (5-2-1)                | Decyzja (jednogłośna)           | 3     | 5:00 | Carelia Fight 10                       | 6.09.2014  | Imatra            |                                                                   |
| Remis     | 7-1-1  | Damien Lapilus (8-3)                 | Remis                           | ?     | ?    | FMC - Premium 2                        | 26.04.2014 | La Grande-Motte   |                                                                   |
| Wygrana   | 7-1    | Thibault Colleuil (5-5)              | Decyzja (jednogłośna)           | 3     | 5:00 | Pancrase Fighting Championship 6       | 12.04.2014 | Marsylia          |                                                                   |
| Wygrana   | 6-1    | Pierre Berillon (4-2)                | Decyzja (jednogłośna)           | ?     | ?    | Gods of the Arena 3                    | 22.02.2014 | Aubenas           |                                                                   |
| Wygrana   | 5-1    | Araik Margarian (17-8)               | Decyzja (jednogłośna)           | 2     | 5:00 | Fight Night 2 - Marseille              | 19.12.2013 | Marsylia          |                                                                   |
| Wygrana   | 4-1    | Jean-Baptiste Leloup-Francesci (0-0) | Poddanie (duszenie gilotynowe)  | 1     | 2:37 | Fighting Marcou Challenge 7            | 16.11.2013 | Palavas-les-Flots | Wygrał turniej FMC w wadze lekkiej                                |
| Wygrana   | 3-1    | Saykhan Adaev (0-0)                  | Decyzja (jednogłośna)           | 2     | 5:00 | Fighting Marcou Challenge 7            | 16.11.2013 | Palavas-les-Flots | Półfinał turnieju FMC w wadze lekkiej                             |
| Przegrana | 2-1    | Soren Bak (3-0)                      | Poddanie (duszenie zza pleców)  | 3     | ?    | EMMA 6 - The Real Deal                 | 26.09.2013 | Brøndbyvester     |                                                                   |
| Wygrana   | 2-0    | Arannick Montero (2-3)               | TKO (ciosy pięściami)           | 1     | 1:24 | PFC 5 - Clash of the Titans            | 27.04.2013 | Marsylia          |                                                                   |
| Wygrana   | 1-0    | Cedric Perruchet (2-8-1)             | Decyzja (jednogłośna)           | 2     | 5:00 | 100% Fight 15 - Grand Prix First Round | 13.04.2013 | Aubervilliers     | Debiut w MMA                                                      |

## Lista zawodowych walk w boksie
| Wynik     | Bilans | Przeciwnik (bilans przed walką) | Rozstrzygnięcie         | Runda | Czas | Data       | Miejsce              | Uwagi             |
| --------- | ------ | ------------------------------- | ----------------------- | ----- | ---- | ---------- | -------------------- | ----------------- |
| Przegrana | 0-2    | Mohamed Ali Ouali (0-0)         | Decyzja (większościowa) | 4/4   | ?    | 06.03.2015 | Lyon                 | Waga półśrednia   |
| Przegrana | 0-1    | Walid Talbi (1-0)               | Decyzja (większościowa) | 4/4   | ?    | 25.10.2014 | La Fare-les-Oliviers | Waga superśrednia |